# Kőrösi István
Kőrösi István (Szeged, 1915. január 7. – 2005. október) Európa-bajnoki bronzérmes, magyar úszó. 4 × 100 méteres gyorsváltóban világcsúcstartó volt.

## Pályafutása
1930-ban Szegeden kezdett versenyezni. 1932-ben és 1933-ban ifjúsági magyar bajnok volt 3 × 200 m-es gyorsúszásban. 1934-ben az Újpesti TE versenyzője lett. 1938-ban Európa-bajnoki bronzérmet nyert a londoni kontinensbajnokságon 100 méter gyorson. Ugyanitt a 4 × 200 m-es gyorsváltóval (Eleméri Rezső, Gróf Ödön, Lengyel Árpád) negyedik helyezést ért el. Az országos bajnokságokon a váltókban több aranyérmet szerzett. 1943-ban a 100 méteres gyorsúszás magyar bajnoki címét is megszerezte.
1947-ben hagyta abba a versenyzést és edzőként, versenybíróként tevékenykedett. Az Egyesült Izzó dolgozójaként ment nyugdíjba.

## Rekordjai

### 4 × 100 m gyors
- 4:03,6 (1938. július 22., Budapest) országos egyesületi csúcs
- 4:06,2 (1936. szeptember 3., Budapest) országos csúcs (Zólyomi, Kőrösi, Csik, Heilmann)
- 4:06,2 (1937. augusztus 15., Budapest) világcsúcs (Kőrösi, Gróf, Zólyomi Gyula, Csik Ferenc)
- 4:02,0 (1938. július 14., Budapest) világcsúcs (Zólyomi, Csik, Kőrösi, Gróf)

### 4 × 200 m gyors
- 9:29,0 (1938. július 9., Budapest) országos egyesületi csúcs